# Bulbophyllum odoratum
Bulbophyllum odoratum är en orkidéart som först beskrevs av Carl Ludwig von Blume, och fick sitt nu gällande namn av John Lindley. Bulbophyllum odoratum ingår i släktet Bulbophyllum och familjen orkidéer.

## Underarter
Arten delas in i följande underarter:
- B. o. grandiflorum
- B. o. odoratum